# Blacus apaches
Blacus apaches är en stekelart som beskrevs av Van Achterberg 1976. Blacus apaches ingår i släktet Blacus, och familjen bracksteklar. Inga underarter finns listade.